# Стебницкие
Стебницкие (пол. Stebnicki) — дворянский род, герба Пржестржал.
Получили дворянское достоинство в Венгрии в 1482 г. Одна их отрасль в 1723 г. поселилась в Юго-Западном крае; из неё происходил Иероним Иванович Стебницкий (1832—1897) — российский геодезист, член-корреспондент Петербургской АН, генерал от инфантерии.
Род Стебницких внесён в I ч. родословной книги Волынской губернии.